# Extinction(s)
Extinction(s) är det amerikanska metalcorebandet Unearths sjunde studioalbum, utgivet i november 2018 på Century Media Records. Albumet gavs även ut på vinyl.
Albumet producerades, mixades och mastrades av Daniel Laskiewicz och Will Putney. Adam Dutkiewicz (Killswitch Engage) var studiotekniker. Det var bandets första album med basisten Chris O'Toole, samt det sista med gitarristen Ken Susi och trummisen Nick Pierce.
Musikvideor spelades in till "Sidewinder", "No Reprisal", "One With the Sun" samt "Incinerate". Den senare släpptes även som singel.

## Låtlista
1. "Incinerate" – 3:59
2. "Dust" – 3:53
3. "Survivalist" – 4:14
4. "Cultivation of Infection" – 3:54
5. "The Hunt Begins" – 3:55
6. "Hard Lined Downfall" – 3:11
7. "King of the Arctic" – 4:00
8. "Sidewinder" – 2:51
9. "No Reprisal" – 3:21
10. "One With the Sun" – 4:37

## Medverkande
Musiker
- Trevor Phipps – sång
- Buz McGrath – gitarr
- Ken Susi – gitarr
- Chris O'Toole – basgitarr
- Nick Pierce – trummor

Bidragande musiker
- Sunny Phipps – sång
- Randy Slaugh – orkestrering

Produktion
- Daniel Laskiewicz – producent
- Will Putney – producent, inspelningstekniker, mixning, mastering
- Adam Dutkiewicz – inspelningstekniker
- Steve Seid – inspelningstekniker
- Shane Frisby – inspelningstekniker
- Dan Bradley – design, foto
- Forefathers – design, layout